# Vesela jesen 1965
II. Mariborska popevka Vesele jeseni je potekala v sredo, 6. oktobra 1965, v hali C razstavišča Mariborskega sejma v okviru prireditve Vesela jesen, ki je potekala od 25. septembra do 10. oktobra, v organizaciji Katedre. Vodil jo je Janez Klasinc.

### Tekmovalne popevke
Na natečaj, ki je bil namenjen skladateljem zabavne glasbe iz severovzhodne Slovenije, predvsem mariborskim, je prispelo 32 popevk, izmed katerih jih je izborna komisija (Vladimir Kobler, Srečko Grušovnik, Nena Hohnjec, Marjan Kramberger in France Forstnerič) za festival izbrala 15:
- Vesela jesen
- Njegove oči
- Zakaj prav Peter
- Mali potep
- Pojdiva
- Prelepi Maribor
- Portret ljubezni
- Oba rada pleševa
- Uspavanka (o) Mariboru
- Fant me povabil je
- Pajkov cha-cha
- Ljubezen in semafor
- Čakam te
- Tam sem doma
- O, Maribor,

ki so jih izvedli:
- Lidija Kodrič
- Ervina Štelcl
- Irena Kohont
- Lidija Murkova
- Alenka Pinterič
- Janko Pipan
- Alfi Nipič
- Vinko Šimek

Dušan Tomažič v svoji monografiji Festival Vesela jesen: 1962−1997 navaja sledeči nepopolni seznam:
| #   | Izvajalec       | Pesem                | Glasba        | Besedilo        | Aranžma       | Nagrade                  |
| --- | --------------- | -------------------- | ------------- | --------------- | ------------- | ------------------------ |
| 1.  | Lidija Kodrič   | Njegove oči          | Berti Rodošek | Vladimir Gajšek | Berti Rodošek | 1. nag. strokovne žirije |
| 2.  | Lidija Kodrič   | Vesela jesen         | Berti Rodošek | Slavko Jug      | Berti Rodošek | 2. nag. strokovne žirije |
| 3.  | Irena Kohont    | Pojdiva              | Srečko Satler | Janez Mikuž     | Srečko Satler | 3. nag. strokovne žirije |
| 4.  | Ervina Štelcl   | Portret ljubezni     | Jože Kreže    | Jože Kreže      |               | posebna nagrada Večera   |
| 5.  | Vinko Šimek     | Moj Maribor          |               | Miško Baranja   |               |                          |
| 6.  | Ans. Generacija | Let kiss             | Jože Kreže    | Jože Kreže      |               |                          |
| 7.  | Janko Pipan     | Pomladi              |               |                 |               |                          |
| 8.  | Alfi Nipič      | Tam sem doma         |               |                 |               |                          |
| 9.  |                 | O, Maribor           |               |                 |               |                          |
| 10. |                 | Uspavanka o Mariboru |               |                 |               |                          |
| 11. |                 | Prelepi Maribor      |               |                 |               |                          |
| 12. | Alenka Pinterič |                      |               |                 |               |                          |

Pevce sta spremljala veliki zabavni revijski orkester pod vodstvom Bertija Rodoška in mariborski ansambel električnih kitaristov Korali.

### Nagrade
Podeljene so bile 3 nagrade strokovne žirije in nagrada bralcev Večera. Nagrade strokovne žirije so prejeli:
- 1. nagrada: Berti Rodošek kot avtor popevke Njegove oči v izvedbi Lidije Kodrič (besedilo: Vladimir Gajšek)
- 2. nagrada: Berti Rodošek kot avtor popevke Vesela jesen v izvedbi Lidije Kodrič (besedilo: Slavko Jug)
- 3. nagrada: Srečko Satler kot avtor popevke Pojdiva v izvedbi Irene Kohont (besedilo: Janez Mikuš)

Nagrado bralcev Večera je prejel Jože Kreže kot avtor popevke Portret ljubezni v izvedbi Ervine Štelcl.
Strokovno žirijo so sestavljali Srečko Grušovnik, Neda Hohnjec, France Forstnerič in Marjan Kramberger, desetčlansko žirijo Večerovih naročnikov pa Klarica Muhič (Gornja Radgona), Jože Pristovšek, Matilda Špindler (Celje), Janko Gabršek (Slovenj Gradec), Marija Lešnik (Velenje), Sonja Zupan, Erika Murgelj, Marta Černezelj, Leopold Roškar in Jože Teršavec (Maribor).